# Поверхня Макбіта
Поверхня Макбіта, крива Макбіта або крива Фрікке — Макбіта — поверхня Гурвіца роду 7.

## Властивості
- Групою автоморфізмів поверхні Макбіта є проста група PSL(2,8), що складається з 504 симетрій[2].

## Побудова групи трикутника
Фуксову групу поверхні можна побудувати як головну конгруенц-підгрупу групи трикутника (2,3,7) у потрібній вежі головних конгруенц-підгруп. Вибір алгебри кватерніонів та порядок кватерніонів Гурвіца описано на сторінці Група трикутника. Якщо вибрати ідеал {\displaystyle \langle 2\rangle } у кільці цілих чисел, відповідна головна конгруенц-підгрупа визначає цю поверхню роду 7. Її систола приблизно дорівнює 5,796, а число систолічних петель, згідно з обчисленнями Р. Фогелера, дорівнює 126.

## Історія
Першим цю поверхню відкрив Роберт Фрікке, але названо її ім'ям Александера Мюррея Макбіта, після того, як він пізніше незалежно відкрив ту ж криву. Елкіс пише, що на еквівалентність кривих, які вивчали Фрікке і Макбіт, «можливо, першим звернув увагу Серр у листі Аб'янкару від 24 липня 1990 року».